# Pitcairnia wendlandii
Pitcairnia wendlandii är en gräsväxtart som beskrevs av John Gilbert Baker. Pitcairnia wendlandii ingår i släktet Pitcairnia och familjen Bromeliaceae. Inga underarter finns listade i Catalogue of Life.

## Bildgalleri

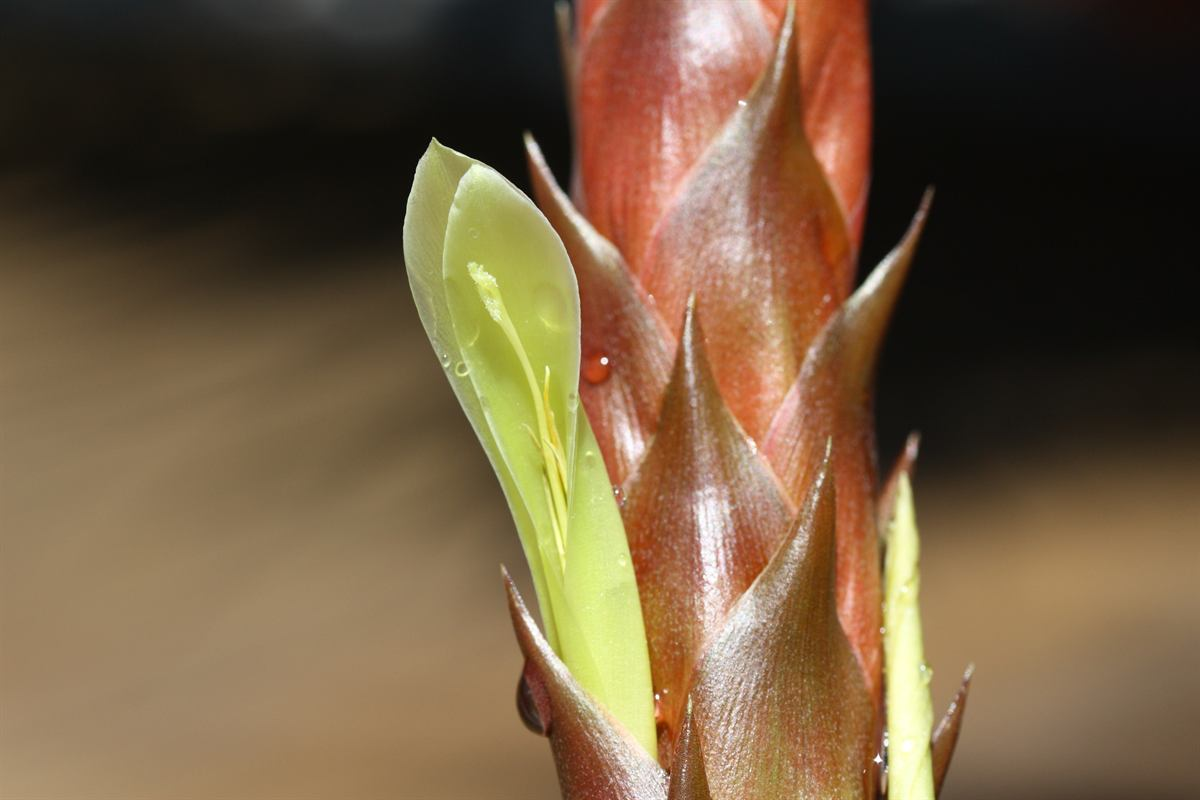